# Adventus (Cognomen)
Adventus (wörtlich: „der Angekommene“) ist ein römisches Cognomen, welches besonders in der gens Antistia verbreitet war.

## Bekannte Namensträger
- Marcus Oclatinius Adventus, römischer Konsul 218 und Prätorianerpräfekt
- Quintus Antistius Adventus Postumius Aquilinus, römischer Suffektkonsul 167 (?)